# Idro
Idro là một đô thị thuộc tỉnh Brescia trong vùng Lombardia ở Ý. Đô thị này có diện tích 22 km², dân số 1694 người.
Đô thị này giáp với các đô thị sau: Anfo, Bagolino, Bondone, Capovalle, Lavenone, Treviso Bresciano, Valvestino.